# Aneflomorpha minuta
Aneflomorpha minuta là một loài bọ cánh cứng trong họ Cerambycidae.